# Twinkle (zangeres)

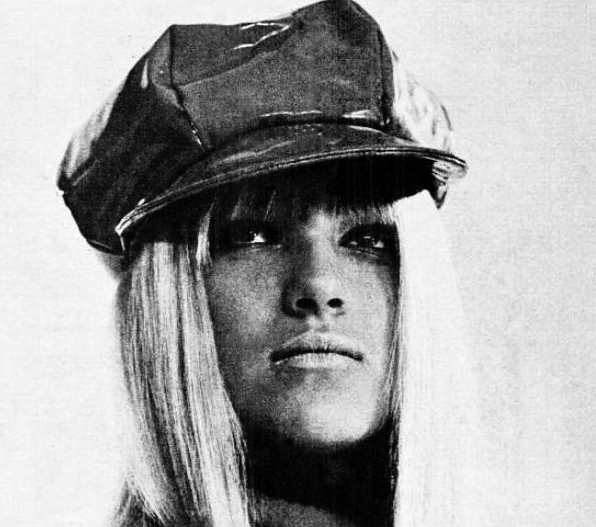
Twinkle (1964)

Lynn Annette Ripley (15 juli 1948 - 21 mei 2015), beter bekend onder de artiestennaam Twinkle, was een Britse singer-songwriter.

## Biografie
Ripley werd geboren in Surbiton.
Op 16-jarige leeftijd kreeg Ripley een platencontract aangeboden. Zij was destijds het vriendinnetje van Dec Cluskey van The Bachelors. Haar eerste single, Terry, werd een grote hit in het Verenigd Koninkrijk in 1964. Het bereikte de no. 4 positie in de UK Singles Chart. Het nummer verhaalde over de dood van een vriendje in een motor-ongeluk. Jimmy Page en Bobby Graham speelden op het nummer mee onder leiding van Phil Coulter. Het duistere thema van het nummer was populair voor die tijd, The Shangri-Las hadden in datzelfde jaar een hit met de soortgelijke plaat Leader of the pack.
Het volgende jaar behaalde de single, Golden lights (eveneens door Ripley geschreven), de Britse hitparade eveneens; het piekte op de 21ste plaats. Rond deze tijd was Ripley het vriendinnetje van Peter Noone van Herman's Hermits. In datzelfde jaar nam zij een Engelstalige versie op van Poupée de cire, poupée de son van France Gall. Er werden nog enkele singles geproduceerd maar werden geen van allen hits. Ripley nam ontslag in 1966.
In 2015 overleed Ripley aan de gevolgen van kanker.
Golden lights werd gecoverd door The Smiths voor de B-kant van de single Ask uit 1986.
- Library of Congress Control Number: no2006014067
- MusicBrainz: c52c0ed6-1372-49a3-bd5b-34d914dd5c56
- Virtual International Authority File: 9591296
- WorldCat: E39PBJppxfPy463Wd4gfKjBwYP